# مار شالیزار
مار شالیزار (نام علمی: Enhydris plumbea) نام یک گونه از سرده آب‌مارهای سموری است.